# Zamora
Zamora je španělské město na řece Duero, na půli cesty z Madridu k Atlantiku, asi 45 km od portugalských hranic. Je sídlem provincie Zamora, jedné z devíti provincií autonomního společenství Kastilie a León. Město má množství románských památek. Žije zde přibližně 60 tisíc obyvatel.

## Rodáci
- Alfonso de Castro (1495–1558), františkánský teolog a právník
- Juan Nicasio Gallego (1777–1853), básník
- Leopoldo Alas (1852–1901), spisovatel, novinář a profesor
- Agustín García Calvo (1926–2012), gramatik, překladatel, filosof, básník a esejista
- Ángel Nieto (* 1947), motocyklový závodník

## Partnerská města
- Bragança, Portugalsko (1984)
- Oviedo, Španělsko (2001)
- Yaritagua, Venezuela
- Altagracia de Orituco, Venezuela

## Externí odkazy

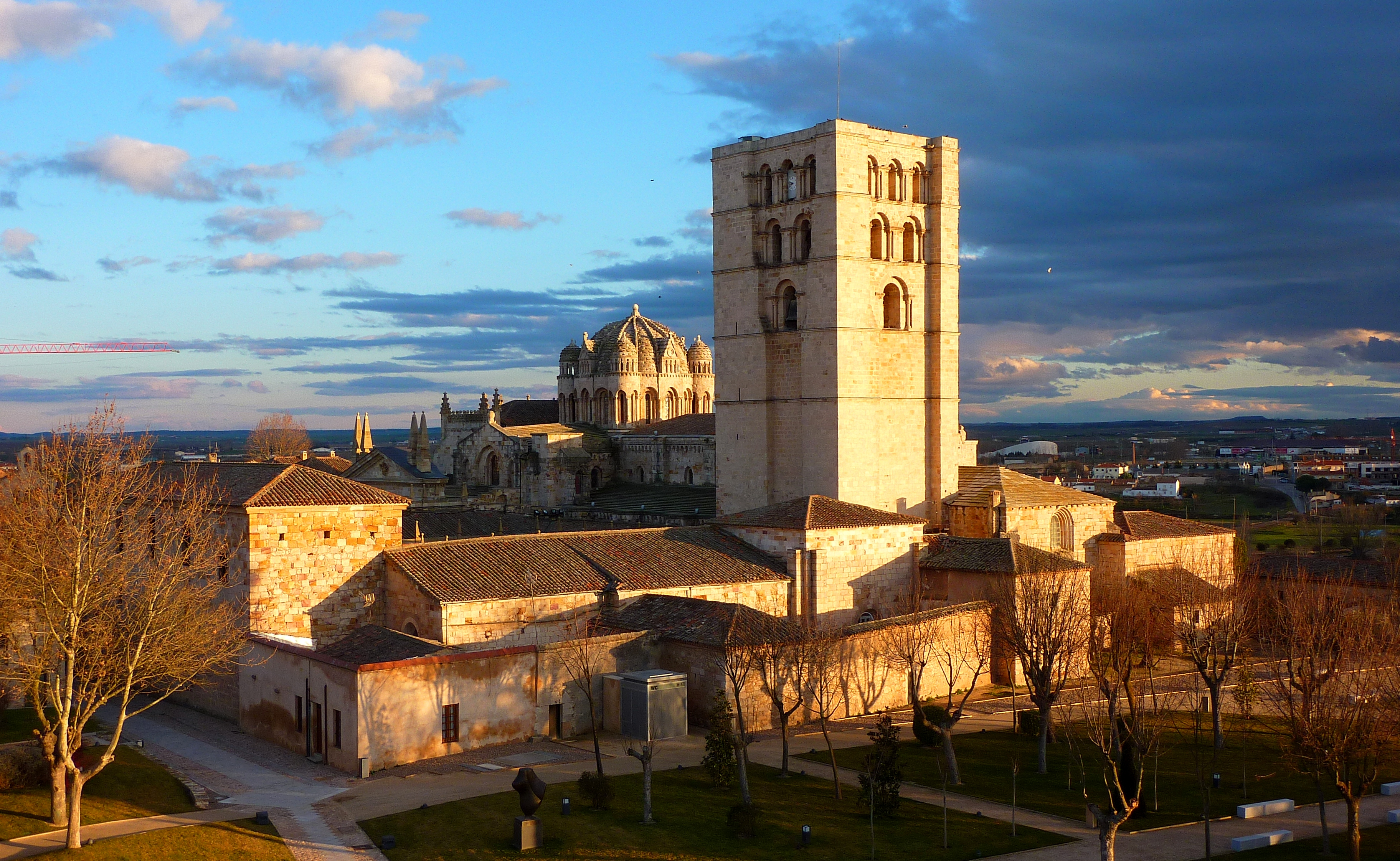
Katedrála v Zamoře